# Harry Niemann (Publizist)
Harry Niemann (* 6. November 1951 in Darmstadt) ist ein deutscher Historiker, Publizist und Sachbuchautor.

## Leben
Nach dem Abitur studierte er von 1972 an Politik- und Sportwissenschaft an der Technischen Hochschule Darmstadt, das er mit einer Magisterarbeit „Zum Problem der Legitimation bei Habermas und Bahro“ als M.A. abschloss. 1987 wurde er an der Universität-Gesamthochschule Essen mit der Arbeit „Verkehrserziehung durch Motorsport im Schulsport. Entwicklung und Erprobung eines jugendgerechten Verkehrserziehungskonzepts“ bei Wolfgang Böcher promoviert.
Von 1987 bis 2011 war Niemann freier Mitarbeiter der Frankfurter Allgemeine Zeitung im Ressort Technik und Motor. 1989 bis 2008 leitete Niemann das Historische Archiv der Mercedes-Benz AG in Stuttgart und war u. a. Leiter des Bereichs Unternehmensgeschichte und Konzernarchiv der heutigen Daimler AG. Im Rahmen dieser Tätigkeit publizierte er neben zahlreichen technikgeschichtlichen Arbeiten, biographische Artikel sowie Essays zur Geschichte des Unternehmens.
Niemann lehrte von 1993 bis 2003 an der Universität Stuttgart am Lehrstuhl für Geschichte der Naturwissenschaft und Technik und hatte von 2004 bis 2011 eine Lehrtätigkeit an der Universität Erlangen-Nürnberg am Lehrstuhl für Unternehmensgeschichte inne.
Heute arbeitet Niemann als Sachbuchautor und Journalist. Niemann ist verheiratet und hat einen Sohn.

## Auszeichnungen
- 1996 ABB-Wissenschaftspreis des Museums für Technik und Arbeit in Mannheim für das Buch „Wilhelm Maybach – König der Konstrukteure“[2]
- 2007 „Cugnot Award of Distinction“ (Nicholas-Cugnot-Preis) der amerikanischen “Society of Automotive Historians” für die Werke „Karl Maybach: His Engines and Automobiles“ sowie „Béla Barényi: Pioneer of Passive Safety at Mercedes-Benz“[1]
- 2007 „Benjamin Franklin Award“ der „Independent Book Publishers Association“ für das Buch „Karl Maybach: His Engines and Automobiles“[1]
- Nicolas-Joseph Cugnot Award 2020 für »Paul Daimler – König des Kompressors«, Preis der Society of Automotive Historians in der Kategorie books in language other than English.
- Motorworld Buchpreis 2021, Ehrenpreis in der Kategorie Biografien für „Paul Daimler - König des Kompressors“.

## Mitgliedschaften
- 1993–2008 Herausgeber des Tagungsbandes „Stuttgarter Tage für Automobil- und Unternehmensgeschichte“, die das Konzernarchiv der Daimler AG zusammen mit dem Lehrstuhl für Geschichte der Naturwissenschaften und Technik an der Universität Stuttgart veröffentlichte.[4]
- 1998 Mitglied des „Awards Advisory Panel“ der Automotive Hall of Fame, Detroit[5]
- 1996–2008 Herausgeber der wissenschaftlichen Schriftenreihe des Daimler Konzernarchivs
- 1998–2008 Vorsitzender der Vereinigung deutscher Wirtschaftsarchivare (VdW)[5]
- 1998–2007 Leiter des Arbeitskreises der VdW „Arbeitskreis der Automobil- und Zulieferarchive“
- 2006–2008 Kuratoriumsmitglied der Gesellschaft für Unternehmensgeschichte e.V. (GUG)
- 2011-Heute Vorsitzender der Unterstützungskasse des Motor Presse Clubs und Mitglied des Vorstands
- 2023 Ehrenmitglied im „Freundeskreis Maybach Museum e.V.“

## Publikationen (Auswahl)
- 1988: Trial. Akrobatik auf zwei Rädern. Ein Lehrbuch. Motorbuch Verlag, Stuttgart (zusammen mit Felix Krahnstöver).
- 1994: Die Enduro Fahrschule. Aus der Praxis der Profis. 3. Aufl., Motorbuch Verlag, Stuttgart.
- 1997: Daimler-Benz: Wo das Auto anfing. 6., neu bearb. und veränderte Aufl., Stadler Verlag, Konstanz (zusammen mit Werner Walz).
- 1997: Wilhelm Maybach. König der Konstrukteure. 2. Aufl., Motorbuch Verlag, Stuttgart.
- 1998: Was ist was? Business. Die Mercedes Story. Wie Erfolge gemacht werden. Tessloff Verlag, Nürnberg (zusammen mit Peter Aldenrath und Susanne Hogl).
- 2000: Gottlieb Daimler. Fabriken, Banken und Motoren. Delius & Klasing, Bielefeld.
- 2000: Maybach – Der Vater des Mercedes. 3., überarb. und ergänzte Aufl., Motorbuch Verlag, Stuttgart.
- 2003: Maybach the Legend. Motorbuch Verlag, Stuttgart.
- 2003: Mythos Maybach. 5., überarb. Aufl., Motorbuch Verlag, Stuttgart.
- 2004: 50 Jahre Mercedes-Benz 300 SL. Die Legende Flügeltürer. Delius Klasing, Bielefeld (zusammen mit Markus Bolsinger und Jürgen Lewandowski)
- 2004: Karl Maybach: Seine Motoren und Automobile. Motorbuch Verlag, Stuttgart.
- 2006: Béla Barényi. Pioneer of Passive Safety at Mercedes-Benz. 2nd Edition. Mercedes-Benz Classique Car Library. Fredericksburg, Texas.
- 2006: Karl Maybach. His Engines and Automobiles. Mercedes Benz Classique Car Library, Fredericksburg, Texas.
- 2006: Personenwagen von Mercedes-Benz. Automobillegenden und Geschichten seit 1886. Motorbuch Verlag, Stuttgart.
- 2007: The Mercedes-Benz History. Automobile Legends and Stories Since 1886. Mercedes-Benz Classique Car Library, Stuttgart, Germany.
- 2008: Die Sternenmaler. Mercedes-Benz Werbung aus einem Jahrhundert. Motorbuch Verlag, Stuttgart.
- 2009: Faszination Zeit. Marken, Geschichte und Komplikationen klassischer Uhren. Delius Klasing Verlag, Bielefeld.
- 2012: Die Schönheit der Zeit. Uhren von A. Lange & Söhne. Delius Klasing Verlag, Bielefeld.
- 2013: Im Ballsaal tanzen die Pferdestärken. Die Sammlung Schildbach. Quintessenz – Manufaktur für Biographien, Heppenheim, (Aufl. 500).
- 2014: Die Sammlung Dressel. Drei Bände. Quintessenz – Manufaktur für Biographien, Heppenheim, (Aufl. 25).
- 2014: Pioniere und Meilensteine. 75 Jahre Insassen- und Partnerschutz bei Mercedes-Benz-Personenwagen. Hrsg. Daimler AG.
- 2015: The Fascination of Time. Manufactures, & Complications of Classic Wristwatches. Schiffer Publishing, Atglen.
- 2016: The Beauty of Time. The Watches of A. Lange & Söhne, Schiffer Publishing, Atglen.
- 2016: Der Kniff mit dem Knie. 7., überarb. Aufl., Motorbuch Verlag, Stuttgart.
- 2016: Béla Barényi und seine Erben. Sicherheitstechnik made by Mercedes-Benz. Motorbuch Verlag, Stuttgart.
- 2020: Paul Daimler. König des Kompressors. Motorbuch Verlag, Stuttgart.